# Dawda Camara
Dawda Camara Sankharé  (Bañolas, Gerona, España 4 de noviembre de 2002) es un futbolista que actualmente juega en el Girona FC de la Primera División de España alternando partido con el filial.

## Trayectoria
La carrera deportiva de Dawda comienza en la cantera del Girona FC, en 2021 alternaba partidos del Girona Fútbol Club "B" con partido del primer equipo. 
El 8 de noviembre de 2021 hizo su debut profesional entrando en el minuto 85 sustituyendo a Jordi Calavera, en la derrota 2-1 contra el Club Deportivo Tenerife.

## Clubes
| Club      | País   | Año       |
| --------- | ------ | --------- |
| Girona FC | España | 2021-act. |